# Älgarydsjön
Älgarydsjön är en sjö i Växjö kommun i Småland och ingår i Mörrumsåns huvudavrinningsområde. Sjön har en area på 0,244 kvadratkilometer och ligger 210,1 meter över havet. Vid provfiske har bland annat abborre, braxen, gers och gädda fångats i sjön.

## Delavrinningsområde
Älgarydsjön ingår i det delavrinningsområde (633375-143606) som SMHI kallar för Mynnar i Tolgasjön. Medelhöjden är 228 meter över havet och ytan är 15,84 kvadratkilometer. Det finns inga avrinningsområden uppströms utan avrinningsområdet är högsta punkten. Vattendraget som avvattnar avrinningsområdet har biflödesordning 2, vilket innebär att vattnet flödar genom totalt 2 vattendrag innan det når havet efter 135 kilometer. Avrinningsområdet består mestadels av skog (86 %). Avrinningsområdet har 0,32 kvadratkilometer vattenytor vilket ger det en sjöprocent på 2 %.

## Fisk
Vid provfiske har följande fisk fångats i sjön:
- Abborre
- Braxen
- Gärs
- Gädda
- Mört